# Wiktor Żuk
Wiktor Stepanowycz Żuk, ukr. Віктор Степанович Жук, ros. Виктор Степанович Жук, Wiktor Stiepanowicz Żuk (ur. 18 października 1956 w Zaporożu) – ukraiński piłkarz, grający na pozycji bramkarza, trener piłkarski.

## Kariera piłkarska
Wychowanek klubów Striła Zaporoże i Metałurh Zaporoże. Karierę piłkarską rozpoczął w amatorskim zespole Tytan Zaporoże. W 1977 został piłkarzem Dnipra Czerkasy, a w 1979 debiutował w podstawowym składzie zaporoskiego Metałurha. W 1980 został zaproszony do Czornomorca Odessa, ale nie rozegrał żadnego meczu i potem wrócił do Dnipra Czerkasy. Od 1981 występował znów w podstawowej jedenastce Metałurha Zaporoże. W 1987 przeszedł do Naftowyka Ochtyrka. W 1989 bronił barw białoruskiego Homsielmaszu Homel. W 1990 rozpoczął występy w Bukowynie Czerniowce, a zakończył w Podilla Chmielnicki. W następnym roku przeniósł się do Krywbasu Krzywy Róg. W 1992 wyjechał do Polski, gdzie w KS Myślice zakończył karierę piłkarską.

## Kariera trenerska
Po zakończeniu kariery zawodniczej rozpoczął pracę szkoleniowca. W 2004 dołączył do sztabu szkoleniowego rodzimego Metałurha Zaporoże, w którym pomagał trenować bramkarzy. W czerwcu 2010 opuścił zaporoski klub. 10 stycznia 2017 został mianowany na stanowisko pełniącego obowiązki głównego trenera Metałurha Zaporoże, którym kierował do jego rozwiązania 7 czerwca 2018.